# Atheta stercoris
Atheta stercoris är en skalbaggsart som beskrevs av Adelbert Fenyes 1920. Atheta stercoris ingår i släktet Atheta och familjen kortvingar. Inga underarter finns listade i Catalogue of Life.